# You're Crazy
"You're Crazy" (originalmente chamada "Fucking Crazy") é uma canção da banda americana de hard rock Guns N' Roses, lançada no seu álbum de estreia de 1987, Appetite for Destruction, e posteriormente uma versão acústica no segundo álbum da banda G N' R Lies, de 1988. Também esteve incluída uma versão ao vivo no EP Hard Skool em 2022.

## História

### Lançamento original e versão acústica
Segundo o guitarrista Slash na sua autobiografia, eles gravaram duas versões da música: a primeira foi incluída no álbum de estreia Appetite for Destruction e a segunda apareceu no segundo álbum da banda, G N' R Lies. Durante uma entrevista em 1988, Slash afirmou que "não queria que algum idiota pegasse o disco e dissesse: 'eles colocaram um palavrão aqui' e, por isso, nem dessem uma chance à música. Ela foi escrita em acústico, sobre outra garota que conhecemos que era louca."

### Relançamento no EPHard Skool
Uma versão ao vivo da canção foi lançada no EP Hard Skool, anunciado em 25 de setembro de 2021 e lançado em 28 de janeiro de 2022.

## Composição
A letra da canção fala sobre um amor fracassado por uma garota. A música foi escrita por Axl Rose, Slash, Duff McKagan, Steven Adler e Izzy Stradlin. Originalmente, a faixa foi composta numa versão acústica com o título "Fucking Crazy", mas tanto a canção quanto o título foram alterados para serem lançados em Appetite for Destruction.

## Recepção
A revista Rolling Stone afirmou que "a força que eles colocam na postura de "It's So Easy" e "You're Crazy" é uma prova mais do que suficiente de que eles não atingiram o sucesso de platina por acaso." Já o usuário Med57, do Sputnikmusic, comentou que "tanto 'You're Crazy' quanto 'Anything Goes' fazem um argumento poderoso para devolver o álbum às lojas. Ambas as músicas acrescentam muito pouco ao álbum, além de perceber, ao ouvir a letra de 'You're Crazy', que Axl é estranhamente capaz de reclamar como uma criança privada de seu algodão-doce, considerando a imagem cuidadosamente trabalhada ao longo do resto do álbum."

## Créditos

### Guns N' Roses
- Axl Rose – vocais principais e de apoio, composição[10][7]
- Slash – guitarra principal, composição[10][7]
- Duff McKagan – baixo, vocais de apoio, composição[10][7]
- Izzy Stradlin – guitarra rítmica, vocais de apoio, composição[10][7]
- Steven Adler – baterias, composição[10][7]

### Créditos adicionais
- Jeffrey Isbell – composição[10]
- Mike Clink – produção, engenharia[10]
- Steve Thompson – mixagem[10]
- Michael Barbiero – mixagem[10]
- Andy Udoff – engenheiro-assistente de gravação[10]
- Dave Reitzas – engenheiro-assistente de gravação[10]
- Jeff Poe – engenheiro-assistente de gravação[10]
- Julian Stoll – engenheiro-assistente de gravação[10]
- Micajah Ryan – engenheiro-assistente de gravação[10]
- Ted Jensen – engenheiro de masterização[10]
- Victor Deyglio – engenheiro-assistente de gravação[10]